# アデロバシレウス
アデロバシレウス（Adelobasileus cromptoni）は、現在見つかっているなかで最古の哺乳類であるといわれる化石種の哺乳類、あるいは哺乳形類。属名はギリシャ語の"ἄδῆλος"（よく見えない）+"βασιλεύς"（王）に由来し、凡そ「目立たない王」と訳せる。アメリカ・テキサス州のチンリ層群で発見された。繁殖は卵を産んでいた。

## 概要
中生代三畳紀後期の2億2,500万年前に生息していたと推定されている。それまで最古の哺乳類であった2億1,000万年前のエオゾストロドンより、さらに1,500万年さかのぼることになった。
1989年に糞化石の中から頭骨の一部が発見されている。発見された頭骨は吻端などが欠損していたが、大きさは長さ1.5センチ、幅も1センチに満たない小さなものであった。推測される体長は10センチから15センチ、現在のトガリネズミのような外見であったと思われる。この頭骨には祖先となった獣弓類との類似点も多く認められるが、眼窩に視神経孔がある、蝸牛の付着点である岬角があるなど（哺乳類以外の）獣弓類にはなく、哺乳類のみに見られる特徴がある。生態についてはよく分かっていない部分もあるが、おそらくは夜行性で昆虫を食べていたのであろうと推測される。